# ویسنته ریدورا
ویسنته ریدورا (اسپانیایی: Vicente Ridaura‎؛ زادهٔ ۲۲ اوت ۱۹۶۳) دوچرخه‌سوار اهل اسپانیا است. وی در مسابقات تور دو فرانس شرکت کرده است.